# Lutjanus argentimaculatus
El pargo de los manglares o pargo rabo amarillo (Lutjanus argentimaculatus) es una especie de peces de la familia Lutjanidae en el orden de los Perciformes.

## Morfología
• Los machos pueden llegar alcanzar los 150 cm de longitud total.

## Alimentación
Come peces y crustáceos.  Se alimenta principalmente de peces más pequeños aunque también incluye moluscos y langostinos en su dieta.

## Hábitat
Es un pez de mar de clima subtropical y asociado a los  arrecifes de coral que vive entre 10-120 m de profundidad.

## Distribución geográfica
Se encuentra desde el África Oriental hasta Samoa, las Islas de la Línea, las Islas Ryukyu y Australia. Se ha extendido en el Mediterráneo Oriental a través del Canal de Suez.